# USS Macabi (SS-375)
USS Macabi (SS-375) là một  tàu ngầm lớp Balao được Hải quân Hoa Kỳ chế tạo trong Chiến tranh Thế giới thứ hai. Nó là chiếc tàu chiến duy nhất của Hải quân Hoa Kỳ được đặt cái tên này, theo tên loài cá mòi đường. Nó đã phục vụ trong giai đoạn kết thúc Thế Chiến II, chỉ kịp hoàn tất một chuyến tuần tra duy nhất và được cho ngừng hoạt động sau khi xung đột chấm dứt vào năm 1946. Con tàu được chuyển cho Argentina vào năm 1960 để tiếp tục hoạt động như là chiếc ARA Santa Fe (S-11) cho đến năm 1971, rồi cuối cùng bị tháo dỡ vào năm 1974 để làm nguồn phụ tùng.

## Thiết kế và chế tạo
Thiết kế của lớp Balao được cải tiến dựa trên  tàu ngầm lớp Gato dẫn trước, là một kiểu tàu ngầm hạm đội có tốc độ trên mặt nước cao, tầm hoạt động xa và vũ khí mạnh để tháp tùng hạm đội chiến trận. Khác biệt chính so với lớp Gato là ở cấu trúc lườn chịu áp lực bên trong dày hơn, và sử dụng thép có độ đàn hồi cao (HTS: High-Tensile Steel), cho phép lặn sâu hơn đến 400 ft (120 m). Con tàu dài 311 ft 9 in (95,02 m) và có trọng lượng choán nước 1.526 tấn Anh (1.550 t) khi nổi và 2.424 tấn Anh (2.463 t) khi lặn. Chúng trang bị động cơ diesel dẫn động máy phát điện để cung cấp điện năng cho bốn động cơ điện, đạt được công suất 5.400 shp (4.000 kW) khi nổi và 2.740 shp (2.040 kW) khi lặn, cho phép đạt tốc độ tối đa 20,25 hải lý trên giờ (37,50 km/h) và 8,75 hải lý trên giờ (16,21 km/h) tương ứng. Tầm xa hoạt động là 11.000 hải lý (20.000 km) khi đi trên mặt nước ở tốc độ 10 hải lý trên giờ (19 km/h) và có thể hoạt động kéo dài đến 75 ngày.
Tương tự như lớp Gato dẫn trước, lớp Balao được trang bị mười ống phóng ngư lôi 21 in (530 mm), gồm sáu ống trước mũi và bốn ống phía phía đuôi tàu, chúng mang theo tối đa 24 quả ngư lôi. Vũ khí trên boong tàu gồm một hải pháo 4 inch/50 caliber, một khẩu pháo phòng không Bofors 40 mm nòng đơn và một khẩu đội Oerlikon 20 mm nòng đôi, kèm theo hai súng máy .50 caliber. Trên tháp chỉ huy, ngoài hai kính tiềm vọng, nó còn trang bị ăn-ten radar SD phòng không và SJ dò tìm mặt biển. Tiện nghi cho thủy thủ đoàn bao gồm điều hòa không khí, thực phẩm trữ lạnh, máy lọc nước, máy giặt và giường ngủ cho hầu hết mọi người, giúp họ chịu đựng cái nóng nhiệt đới tại Thái Bình Dương cùng những chuyến tuần tra kéo dài đến hai tháng rưỡi.
Macabi được đặt lườn tại xưởng tàu của hãng Manitowoc Shipbuilding Company ở Manitowoc, Wisconsin vào ngày 1 tháng 5, 1944. Nó được hạ thủy vào ngày 19 tháng 9, 1944, được đỡ đầu bởi bà Arthur S. Carpender, phu nhân Chuẩn đô đốc Arthur S. Carpender, và được cho nhập biên chế cùng Hải quân Hoa Kỳ vào ngày 29 tháng 3, 1945 dưới quyền chỉ huy của Hạm trưởng, Trung tá Hải quân Anthony H. Dropp.

## Lịch sử hoạt động

### USSMacabi(SS-375)
Sau khi hoàn tất việc thử nghiệm tại hồ Michigan, Macabi lên đường vào ngày 19 tháng 4, 1945, để đến Lockport, Illinois, nơi nó được đưa lên một ụ nổi và được kéo đi băng qua sông Chicago và dọc theo sông Mississippi, đi đến New Orleans, Louisiana, vào ngày 26 tháng 4. Nó khởi hành ba ngày sau đó để đi sang vùng kênh đào Panama, nơi nó tiếp tục việc chạy thử máy và huấn luyện.
Rời Balboa, Panama vào ngày 3 tháng 6, 1945, Macabi hướng sang khu vực Thái Bình Dương, và tiếp tục được huấn luyện tại vùng biển Hawaii cho đến ngày 9 tháng 7, 1945, khi nó khởi hành cho chuyến tuần tra duy nhất trong chiến tranh. Hướng đến khu vực quần đảo Caroline ngang qua Guam thuộc quần đảo Mariana, chiếc tàu ngầm làm nhiệm vụ tìm kiếm và giải cứu ngoài khơi Truk sau khi đến nơi vào ngày 21 tháng 7. Ngoài khơi đảo Moen khoảng mười ngày sau đó, nó buộc phải lặn khẩn cấp để né tránh hai quả bom ném từ máy bay.
Sau khi đi đến Apra Harbor, Guam để sửa chữa từ ngày 4 đến ngày 13 tháng 8, Macabi đang trên đường quay trở lại khu vực Truk khi Nhật Bản chấp nhận đầu hàng vào ngày 15 tháng 8, giúp chấm dứt vĩnh viễn cuộc xung đột. Nó được lệnh quay trở về Hoa Kỳ, ghé qua Trân Châu Càng từ ngày 27 đến ngày 29 tháng 8, và về đến San Francisco, California vào ngày 5 tháng 9. Con tàu được chuyển đến Xưởng hải quân Mare Island vào ngày 12 tháng 12, nơi nó được cho xuất biên chế vào ngày 16 tháng 6, 1946 và được đưa về Hạm đội Dự bị Thái Bình Dương.

### ARASanta Fe(S-11)
Vào ngày 11 tháng 8, 1960, trong khuôn khổ Chương trình viện trợ quân sự, Macabi được chuyển giao cho Argentina và phục vụ cùng Hải quân Argentina như là chiếc ARA Santa Fe (S-11). Chiếc tàu ngầm rời vào ngày 23 tháng 9, 1960 và về đến Căn cứ hải quân Mar del Plata vào ngày 30 tháng 11. Cùng với chiếc ARA Santiago del Estero (S-12) (nguyên là chiếc Lamprey (SS-372) cũng thuộc lớp   Balao) được chuyển giao, nó được sử dụng chủ yếu cho việc huấn luyện. Sau này tháp chỉ huy của cà hai chiếc đều được cải biến để cải thiện tính năng thủy động lực học.
Santa Fe được hoàn trả cho Hoa Kỳ vào ngày 1 tháng 9, 1971, rút tên khỏi danh sách Đăng bạ Hải quân Hoa Kỳ, rồi được bán đứt cho Argentina. Nó tiếp tục được sử dụng để huấn luyện cho đến năm 1974, khi bị tháo dỡ để làm nguồn phụ tùng.

## Phần thưởng
Nguồn: Navsource Naval History
|  |  |  |

| Huân chương Chiến dịch Hoa Kỳ | Huân chương Chiến dịch Châu Á-Thái Bình Dương | Huân chương Chiến thắng Thế Chiến II |